# Аспарух Хаджиніколов
Аспарух Хаджиніколов (мак. Аспарух Хаџиниколов; 18 квітня 1909, Скоп'є — 11 серпня 1980, Скоп'є) — македонський композитор і музичний педагог.

## Біографія
Хаджиніколов народився в Скоп'є 18 квітня 1909 року. Музиці навчався у Белграді. Був викладачем і хоровим керівником. З 1945 року працює в Скоп'є завідувачем відділу музики в Міністерстві освіти, керівником ансамблю народних танців і пісень «Танець» та директором балетної середньої школи. З 1952 року до виходу на пенсію працював професором педагогічної академії.
Помер у Скоп'є 11 серпня 1980 року.

## Творчість
З його творів та композицій із народних пісень найвідомішим є хоровий твір «Аце папуџија».